# Hortus Animae
Hortus Animae era un grupo de progressive black metal italiano. Formado en 1997 consiguieron su primer contrato con la discográfica Black Lotus Records en octubre de 2002 y después con Sleaszy Rider Records en mayo de 2005.
El 18 de enero de 2007 el grupo publicó una nota en su página web oficial anunciando su disolución como tal. Nombrando tanto causas personales como técnicas, aprovecharon para dar las gracias a la prensa, a sus dos discográficas a todos los músicos con los que colaboraron (mencionando particularmente a Liv Kristine) a su manager/productor y a todos los fanes que los apoyaron.

## Miembros
- Martyr Lucifer - voz
- Hypnos - guitarra
- Bless - teclado
- GroM (Diego Meraviglia) - batería
- Ecnerual - violín
- Simone Mularoni - bajo

## Miembros anteriores
- Lorenzo Bartolini - guitarra, teclado (1997–1999)
- Thomas Ghirardelli - batería, voz (1997–2001)
- Claudio Caselli - guitarra, voz (1997-1998)
- Eleonora Valmaggi - teclado, violín, voz (1997-2000)
- Scorpios - guitarra (1998)
- Karnal - guitarra (2000), bajo (2006-2008)
- Iarsa - guitarra (2001)
- Vallo - batería (2002)
- Arke - guitarra (2002)
- Moonbeam - violín (2003, 2005)
- Amon 418 - guitarra, synth (2004-2012)
- Claudio Tirincanti - batería (2005-2006)

## Discografía
- An Abode for Spirit and Flesh (demo tape 1998)
- The Melting Idols (self produced CD, 2000)
- Waltzing Mephisto (Black Lotus Records CD, 2003)
- Windfall Introducing Summoning of the Muse (CD Promo 2004)
- The Blow of Furious Winds (Sleaszy Rider Records / EMI, 2005)
- Funeral Nation / 10 Years Of Hortus Animae (Sleaszy Rider, 2008)
- Funeral Nation MMXII (Thrash Corner Records, 2012)
- Secular Music (Flicknife Records, 2014)
- Godless Years (Satanica Productions, 2014)